# Els bojos del bisturí
Els bojos del bisturí (títol original en anglès: Young Doctors in Love) és una pel·lícula estatunidenca dirigida per Garry Marshall, estrenada l'any 1982. Ha estat doblada al català.

## Argument
Una pel·lícula a l'estil Airplane! sobre les telenovel·les d'hospitals: un jove intern no pot suportar veure sang; un doctor lliga amb la cap d'infermeres per aconseguir la clau de l'armari de drogues; un mafiós disfressat de dona.

## Repartiment
- Sean Young: Dr. Stephanie Brody
- Michael McKean: Dr. Simon August
- Gary Friedkin: Dr. Milton Chamberlain
- Kyle T. Heffner: Dr. Charles Litto
- Rick Overton: Dr. Thurman Flicker
- Crystal Bernard: Julie
- Ted McGinley: Dr. Bucky DeVol
- Saul Rubinek: Floyd Kurtzman
- Harry Dean Stanton: Dr. Oliver Ludwig
- Pamela Reed: Infermera Norine Sprockett
- Taylor Negron: Dr. Phil Burns
- Dabney Coleman: Dr. Joseph Prang
- Michael Richards: Malamud Callahan
- Hector Elizondo: Angelo / Angela Bonafetti
- Patrick Macnee: Jacobs
- Charlie Brill: Dr. Quick
- Thomas Byrd: Intern
- Billie Bird: Mrs. Greschler
- Robert Ball: Mickey Callaghan
- Ed Begley Jr.: Lyle August
- Hamilton Camp: Oscar Katz
- Michael Damian: Cameo
- Steven Ford: Cameo
- Chris Robinson: Cameo
- Janine Turner: Cameo
- George Furth
- Christie Brinkley
- Mr. T
- Monique Gabrielle